# Жорнівський заказник
Жо́рнівський зака́зник — орнітологічний заказник загальнодержавного значення в Україні. Розташований у межах Києво-Святошинського району Київської області, на південний захід від села Жорнівка.

## Опис
Площа 90 га. Створений 1974 року. Перебуває у віданні Боярської лісодослідної станції.
Охороняється лісовий масив на правобережжі Ірпеня з унікальною колонією сірих чапель. Переважають високопродуктивні соснові насадження з домішкою дуба звичайного, вільхи чорної, берези бородовчастої. У підліску — ліщина, горобина, глід. Трав'яний покрив утворюють копитняк європейський, конвалія, дзвоники розлогі, фіалка лісова тощо. Багатий тваринний світ. 
Заказник є навчальною базою Національного університету біоресурсів і природокористування України.

## Стан охорони біорізноманітності
У заказнику багато років поспіль ведуться масові санітарні та інші рубки, що негативно відбивається на охороні рідкісних видів птахів. Зокрема, такі рубки було виявлено в заказнику у березні 2016 р. Окрім цього лісниками на території заказника спалювалися порубкові залишки.

### Території природно-заповідного фонду у складі ЗК «Жорнівський»
Нерідко оголошенню заказника передує створення одного або кількох об'єктів природно-заповідного фонду місцевого значення. В результаті великий ЗК фактично поглинає раніше створені ПЗФ. Проте їхній статус зазвичай зберігають. 
До складу території заказника «Жорнівський» входять такі об'єкти ПЗФ України: 
- Парк-пам'ятка садово-паркового мистецтва «Жорнівський».

## Галерея

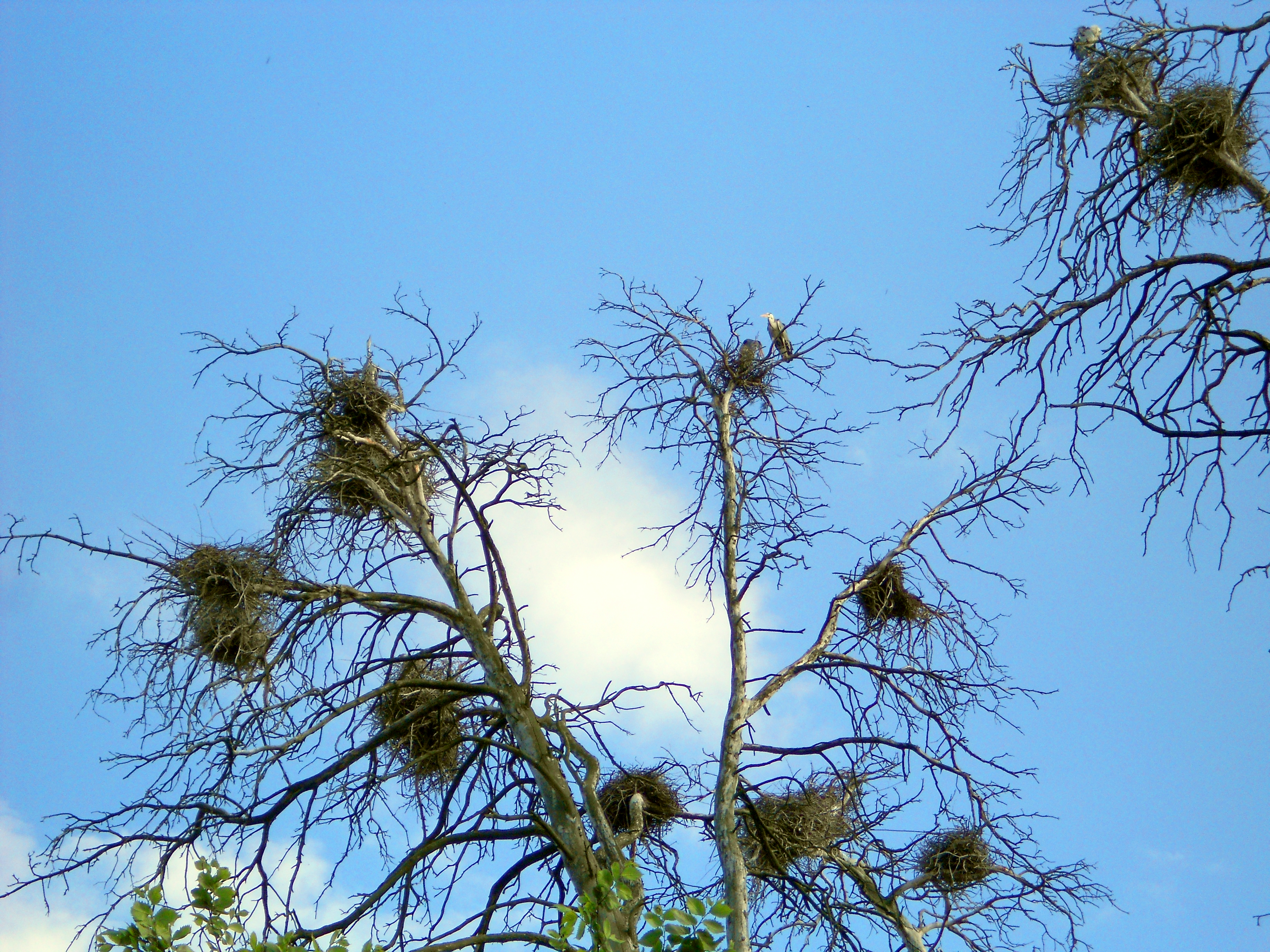
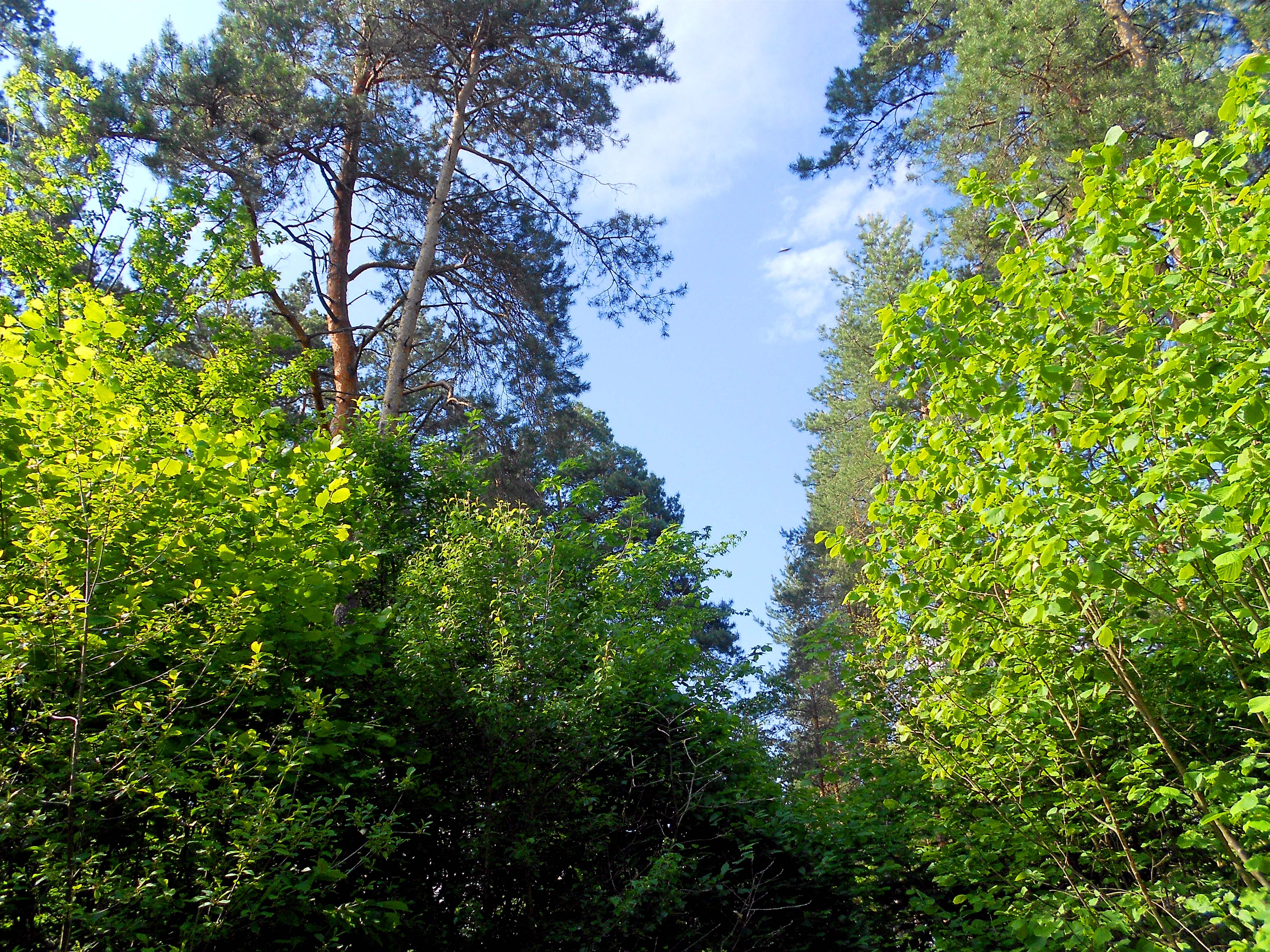
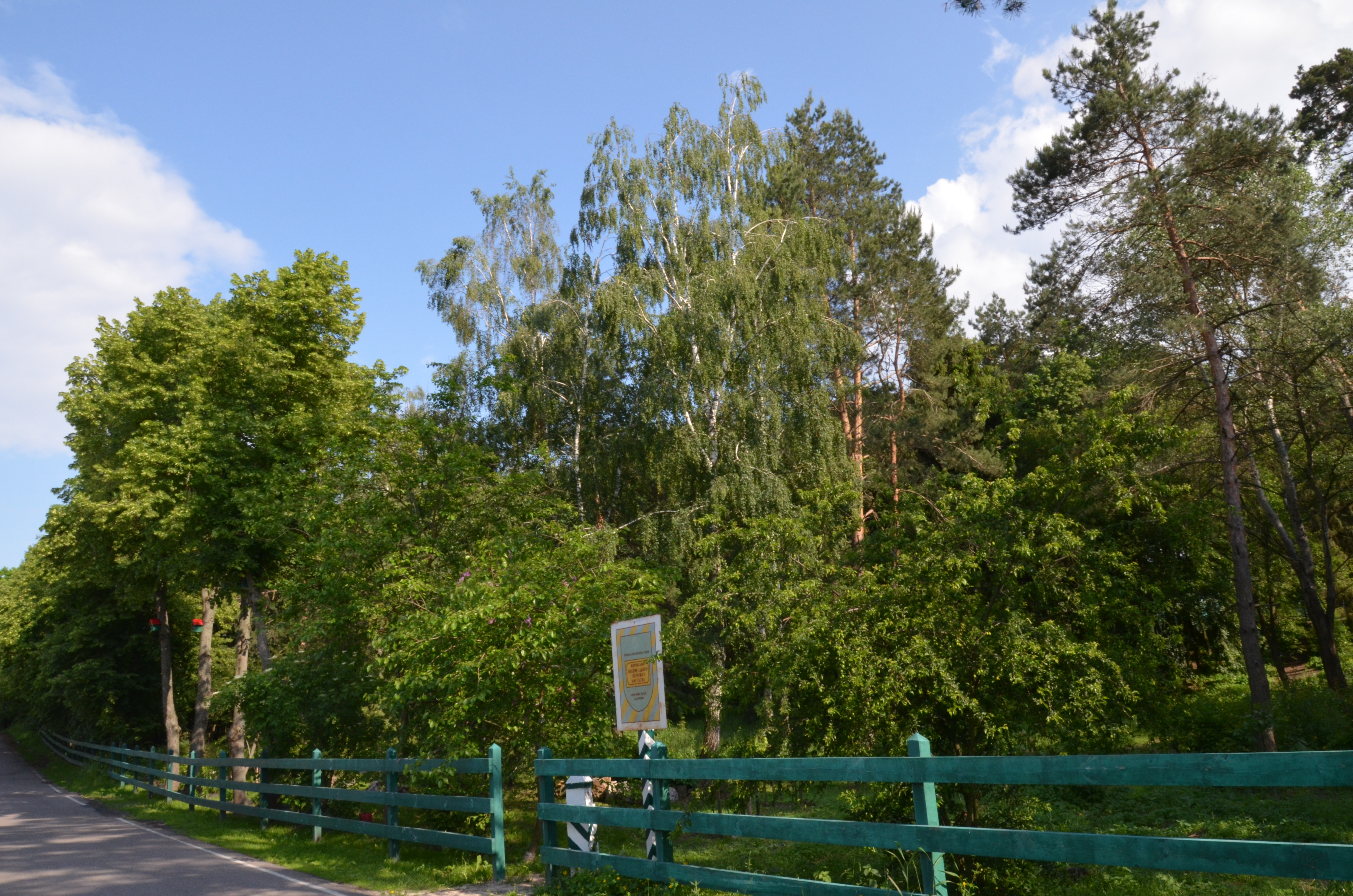
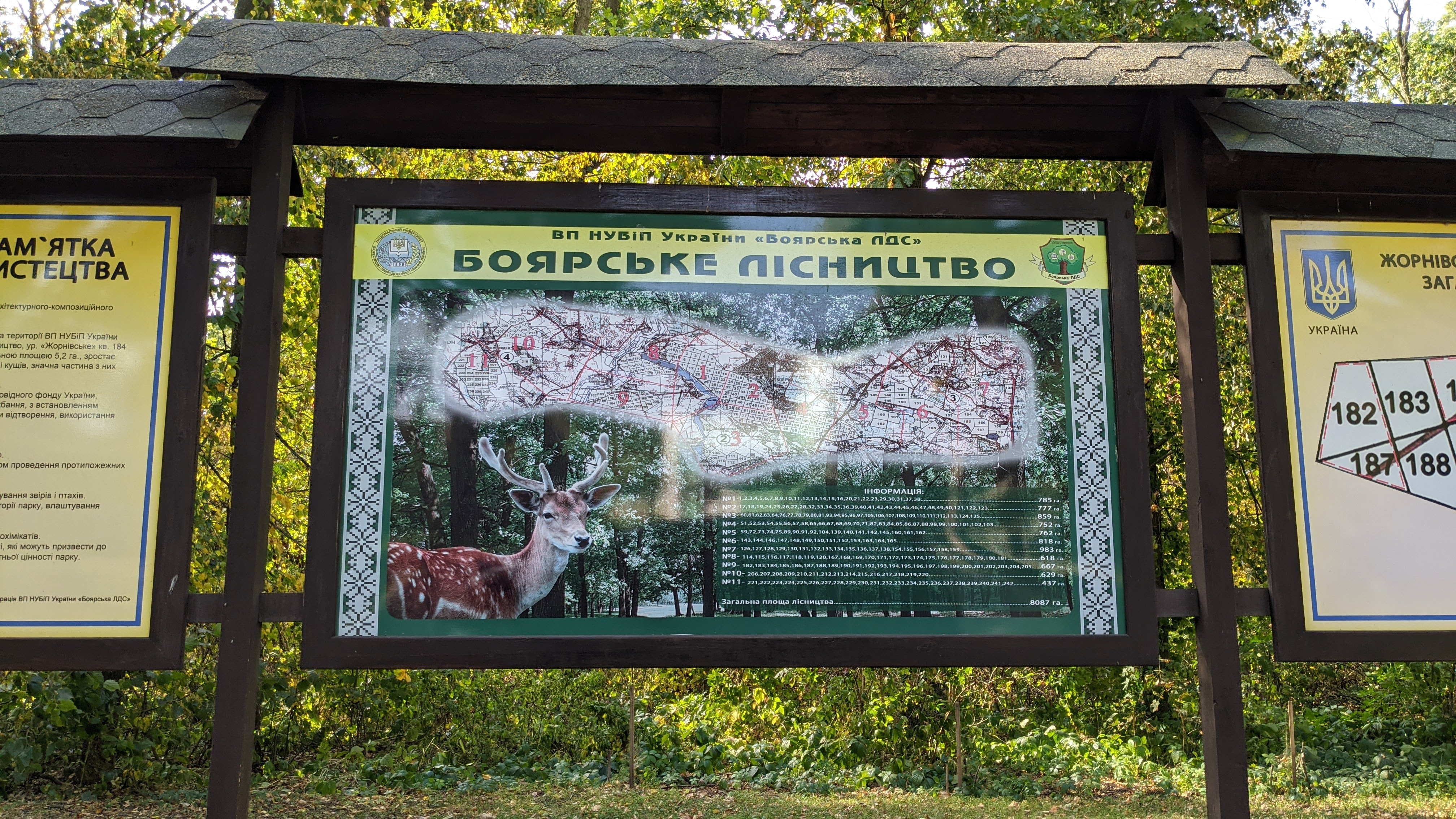
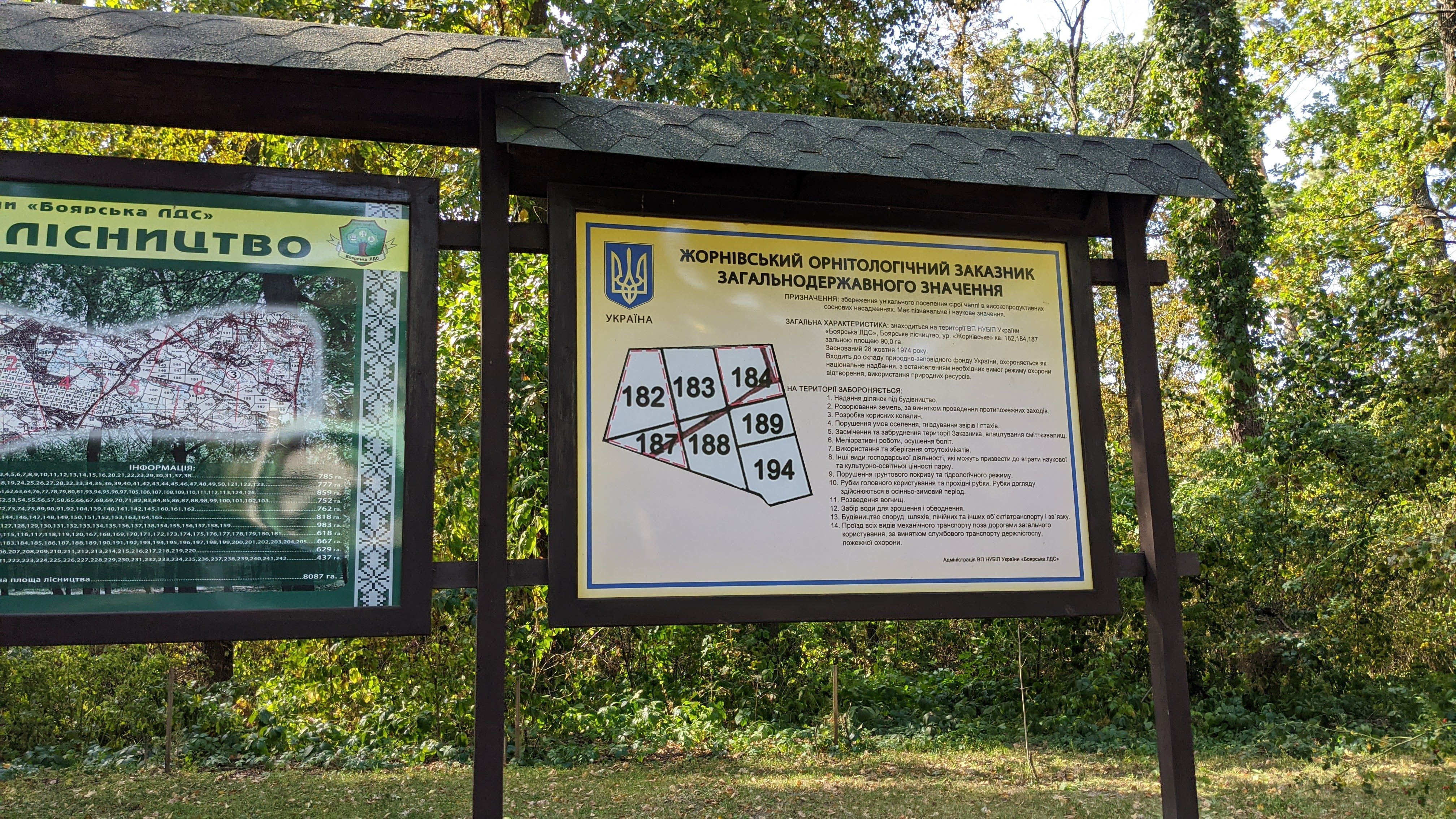